# Džana
La Džana (in russo Джана?) è un fiume del Territorio di Chabarovsk, nel Circondario federale dell'Estremo Oriente, affluente di sinistra della Uda (bacino idrografico del mare di Ochotsk).
Il fiume scorre in direzione sud-orientale e sfocia nella Uda a pochi chilometri dalla sua foce. Ha una lunghezza di 186 km. L'area del suo bacino è di 3 950 km².